# 石田敏朗
石田 敏朗（いしだ としろう、1987年7月7日 - ）は、日本の俳優、声優。埼玉県出身。アプトプロ所属。以前はWHOOPEEに所属していた。

## 出演

### テレビアニメ
- 夢色パティシエール（2010年、松本[初出 1]）
- ドメスティックな彼女（2019年、下着泥棒[初出 2]）
- 乙女ゲームの破滅フラグしかない悪役令嬢に転生してしまった…（2020年、執事[初出 3]、前世カタリナ兄[初出 4]）
- 八男って、それはないでしょう!（2020年、斧三人衆B[初出 5]、兵士C[初出 6]、ディルク[初出 4]）
- TRIGUN STAMPEDE（2023年）[初出 3]
- ヴァンパイア男子寮（2024年、不良A[初出 7]）
- ばっどがーる（2025年、ラーメン屋の大将[初出 8]）

### ゲーム
- 蒼空のリベラシオン（ワクマー）
- ナイツクロニクル（タッカー）
- 白猫プロジェクト
- メギド72（2017年[1]）
- OCTOPATH TRAVELER II（2023年）
- 勇者大陸伝説
- 結城友奈は勇者である 花結いのきらめき
- モンスターストライク（うどん狸）
- ゆめいろファンタジー ラテール（ロハン 他）
- 明治活劇 「ハイカラ流星組 －成敗しませう、世直し稼業－」（長屋の住人 他）-Nintendo Switch

### 吹き替え
- アンソウル
- テンプル騎士団 聖杯の伝説
- 31
- ベイビー・フィーバー
- ティファニーの贈り物
- パックス・マッシリア: 抗争の街
- THE PENGUIN-ザ・ペンギン-
- 転生宗主の覇道譚 〜すべてを呑み込むサカナと這い上がる〜（2025年、店主[初出 8]、通行人[初出 9]、店内男[初出 7]）

### 映画
- あなたを忘れない

### 舞台
- 藤川流舞踏会「ソーラン節」
- 劇団シェイクスピアシアター「冬物語（2013）」（俳優座劇場、水夫）

### 初出話一覧
1. ↑  第17話初出
2. ↑  第8話初出
3. 1 2  第1話初出
4. 1 2  第11話初出
5. ↑  第3話初出
6. ↑  第6話初出
7. 1 2  第5話初出
8. 1 2  第2話初出
9. ↑  第4話初出